# Last Joker
Last Joker é uma banda de hard rock formada em 1990 na cidade de Santos. A banda tornou-se conhecida regionalmente por conta da música "Hold on Tight", que foi bastante executada nas rádios 95 FM e 98 FM de Santos, além das rádios 89 e 97 FM de São Paulo. Nacionalmente, a banda ganhou notoriedade por ter tido em sua formação os músicos Marcão Britto e Renato Pelado
Em 2016, a banda figurou na 12ª posição da lista "As 100 maiores bandas da história do rock da Baixada Santista" do site Blog'n'roll.

## Formação
- Cristopher Clark - Vocais
- Miguel Mega - Guitarra
- Marcão Britto (à época creditado como "Marco Valentin") - Guitarra
- Marco Sant'anna - Baixo elétrico
- Rogério Lelo - Teclados
- Tato Borba - Bateria
- Renato Pelado - Bateria

## História
Em sua fase inicial, em Santos, a Last Joker era presença constante nas casas Zoom e Lofty, além do Bar do Torto.
Em 1992 os músicos foram para estúdio gravar o primeiro LP, homônimo, pelo selo M. Records, no qual destaca-se a música "Hold on Tight".
Em 1993 a banda chegou ao final.

### Reuniões esporádicas para shows
Em outubro de 2005, a formação original se reuniu para uma única apresentação no Retrô Bar & Lounge, em Santos. Esse show resultou na gravação do primeiro DVD da banda. Em setembro de 2011, mais um retorno. Foi no Clube dos Ingleses, em Santos, numa festa promovida pela Kiss FM, abrindo para o Dr. Sin.

### Retorno
Em 2014 a banda anunciou o retorno. Em menos de seis meses após o anúncio, gravaram o CD "Ulterior Motives", lançado em 2015 pela gravadora holandesa Into The Limelight Records. Desse trabalho saiu um videoclipe para o single Kissed by the Lake, que teve excelente aceitação por parte de público e mídia internacional especializada
Por conta desse trabalho, foram uma das atrações do festival no IX Doctor Metal Fest, em Barcelona.

## Discografia
- 1992 - Last Joker[10]
- 2015 - Ulterior Motives